# Камень-Краеньский (гмина)
Камень-Краеньский (пол. Kamień Krajeński) — гмина (волость) в Польше, входит как административная единица в Семпульненский повет, Куявско-Поморское воеводство. Население — 6904 человека (на 2004 год).

## Соседние гмины
1. Гмина Хойнице
2. Гмина Члухув
3. Гмина Дебжно
4. Гмина Кенсово
5. Гмина Семпульно-Краеньске